# Santaella
Santaella es un municipio español de la provincia de Córdoba, comunidad autónoma de Andalucía. En el año 2019 contaba con 4629 habitantes. Su extensión superficial es de 225,8 km² y tiene una densidad de 20,5 hab/km². Se encuentra situado en la comarca de la Campiña Sur, a una altitud de 238 metros y a 43 kilómetros de la capital de provincia, Córdoba.
El municipio, que se encuentra lindando con la provincia de Sevilla, cuenta con varias pedanías situadas dentro de su término: La Montiela, Bocas del Salado, El Ingeniero y El Fontanar.

## Etimología
En época musulmana aparece mencionada por el cronista árabe Al-Idrisi como «Shant'Yala». Unas indagaciones identifican a Santaella con la Arcilasis de Ptolomeo, y también se ha llegado a afirmar que el nombre deriva de Santa Olalla o Eulalia, mártir emeritense.

## Geografía
Santaella se encuentra en la depresión del Guadalquivir, situada al suroeste de la provincia de Córdoba, cercana a otros pueblos como son La Carlota, Montalbán de Córdoba, La Rambla, La Guijarrosa, Montemayor, Puente Genil y Écija, ya provincia de Sevilla. Su extenso término ocupa un espacio considerado como de Campiña Alta, pero todos sus rasgos geográficos básicos se identifican con la subcomarca de la Campiña Baja, al norte en dirección al Guadalquivir.
En cuanto al relieve predomina una sedimentación margoarcillosa del Mioceno terminal (Era Terciaria), lo que explica la presencia de un paisaje suavemente ondulado, siendo su altitud media de 100 a 150 metros sobre el nivel del mar y cuyas pendientes rara vez sobrepasan el 5 %. A esta imagen se suma algunos cerros de relativa altura siendo las cotas más elevadas el cerro de la Esparraguera con 328 metros, La Puerca con 327 metros y La Membrilla con 314 metros, apenas superando todas ellas los 300 metros de altitud.
Su suave relieve unido a una tierra fértil y de valle hace de la agricultura la principal actividad económica del pueblo, donde los cultivos más destacables son de cereales y el olivo.
En cuanto a la hidrografía, el principal eje destacable es el río Genil a pesar de que apenas pasa por el término municipal y sirviendo de límite suroriental, por lo que hay que destacar también otros ríos y arroyos como son el río Cabra y el arroyo Salado, los cuales desembocan en el río Genil.
En referencia al clima decir que se caracteriza, como el resto de la comarca, por un clima de inviernos templados-fríos y de lluvias irregulares, y con unos veranos muy calurosos y secos.

## Historia
Se cree que las fértiles tierras de Santaella han podido estar habitadas por el ser humano desde, al menos, el período del Paleolítico inferior, habiéndose hallado numerosos restos arqueológicos en su término municipal que corresponderían a esa y otra épocas. Entre los restos más relevantes que se han localizado está la llamada Leona de Santaella, del período Íbero-Turdetano, que se encontró en el cerro de la Mitra. En la zona del casco histórico se han documentado evidencias arqueológicas que revelan su ocupación humana desde la Edad del Cobre.
Bajo el dominio musulmán se la conoció como Santa-Ialla. El castillo y el recinto amurallado tendrían su origen en época Almohade, en torno al siglo XII. La localidad fue conquistada en 1240 por las fuerzas del rey Fernando III de Castilla. Durante los primeros años de dominio castellano se ha documentado la existencia en Santaella de una comunidad mixta compuesta por cristianos y musulmanes, llegando a haber una mezquita. En 1265 el rey Alfonso X el Sabio puso Santaella bajo jurisdicción del Reino de Córdoba, quedando integrada como una aldea dentro del término de Córdoba. No sería hasta 1569 que Santaella quedó constituida en municipio. 
Felipe II le concedió su independencia jurisdiccional, para pasar, más tarde, a erigirse en marquesado, recobrando su independencia en 1735. Desde esta fecha los avatares de Santaella reflejan el devenir histórico de la región y país en los que se insertan. Desde la división territorial  acometida en 1833 el municipio forma parte de la provincia de Córdoba. Durante el siglo XX el casco urbano se expandió más allá del núcleo original de origen medieval, delimitado por las antiguas murallas, al tiempo que se produjo un notable incremento de la población censada. Por iniciativa del Instituto Nacional de Colonización (INC), en la década de 1960 se estableció el poblado de La Montiela dentro del término municipal.

## Demografía
Santaella cuenta con una población de 4655 habitantes (INE 2024).
| Gráfica de evolución demográfica de Santaella entre 1842 y 2021 |
| |
| Población de derecho según los censos de población del INE Población de hecho según los censos de población del INEEn este censo se denominaba Santa Ella: 1857 Entre el censo de 1857 y el anterior, disminuye el término del municipio porque independiza a San Sebastián de los Ballesteros y La Victoria |

## Economía

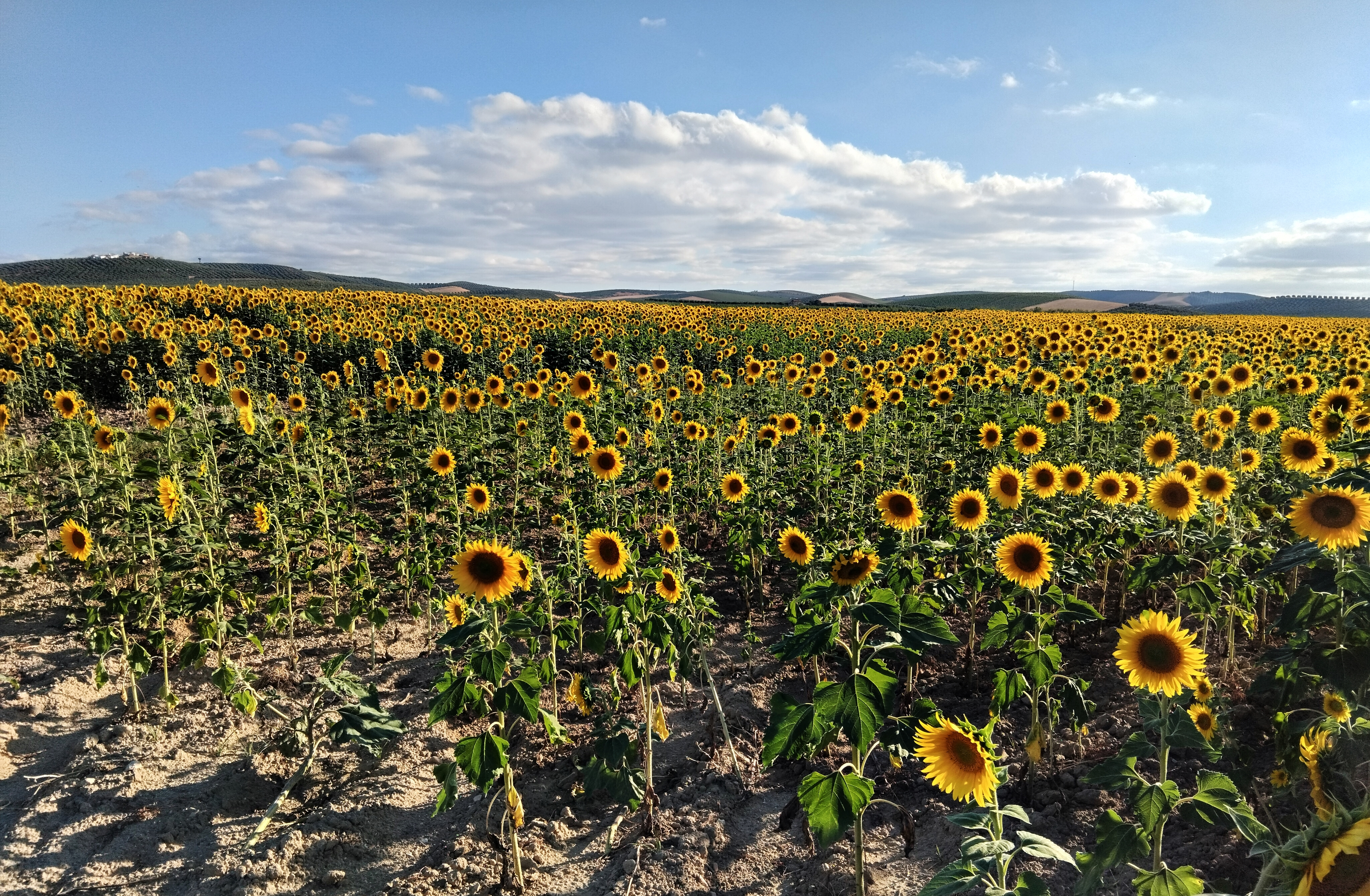
Campo de girasoles en Santaella.

La principal actividad económica del municipio es la agricultura, de secano y regadío, de la que se derivan algunas industrias auxiliares. Situada en el valle medio del Guadalquivir, en la llamada Campiña de Córdoba, sus miles de hectáreas de tierra inmejorable para la agricultura, han hecho de Santaella un factor importante en el desarrollo agrícola de la provincia. Destaca la producción de cereal que, junto con el olivo, han sido los cultivos básicos de su agricultura. El cereal, tradicionalmente, se ha alternado con cultivos de verano tales como garbanzos, remolacha, girasol, melones, ajos, etc. 
La producción agrícola se ha diversificado con la introducción del regadío. Está previsto que las tierras de Santaella se vean surcadas, en un futuro próximo, por una red arterial de canales pertenecientes al Plan de Riegos Genil-Cabra, que abre nuevas perspectivas para su campo. Junto a esta capital importancia de la agricultura, y a su amparo, se desarrollan diversas industrias de transformación y un creciente sector terciario.

### Evolución de la deuda viva municipal
| Gráfica de evolución de Deuda viva del Ayuntamiento de Santaella entre 2008 y 2019                                |
| |
| Deuda viva del Ayuntamiento de Santaella en miles de Euros según datos del Ministerio de Hacienda y Ad. Públicas. |

## Administración y gobierno local

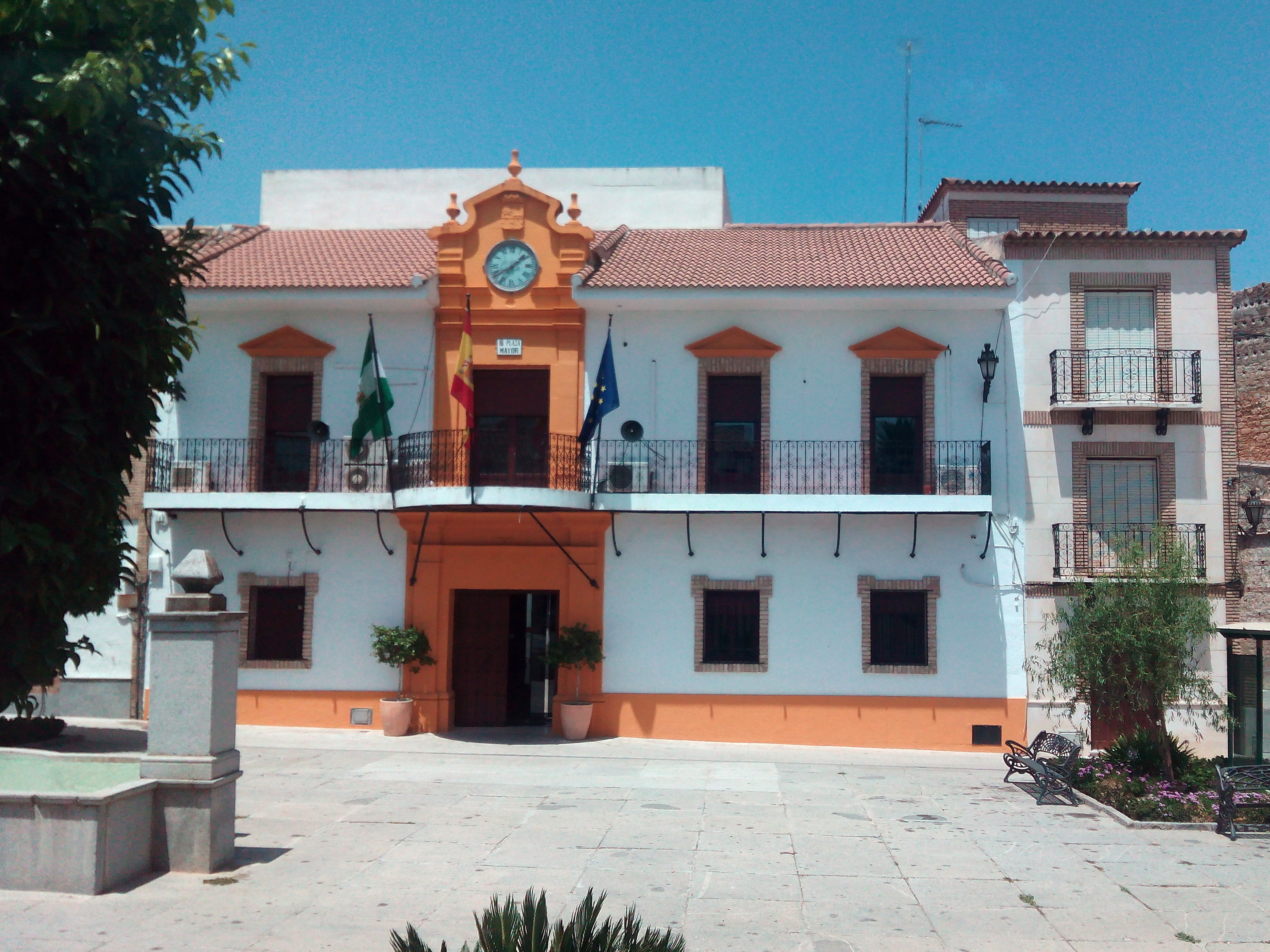
Casa consistorial de Santaella.

| Legislatura | Nombre                     | Grupo     |
| ----------- | -------------------------- | --------- |
| 1979-1983   | Arcadio Sánchez Carrasco   | PSOE      |
| 1983-1987   | Rosa León Serrano          | PSOE      |
| 1987-1991   | Manuel Medrano Lachica     | PSOE      |
| 1991-1995   | Arcadio Sánchez Carrasco   | PSOE      |
| 1995-1999   | Arcadio Sánchez Carrasco   | PSOE      |
| 1999-2003   | Francisco Palomares Merino | PSOE      |
| 2003-2007   | Francisco Palomares Merino | PSOE      |
| 2007-2011   | Francisco Palomares Merino | PSOE      |
| 2011-2015   | José Álvarez Rivas         | PSOE      |
| 2015-2019   | José Álvarez Rivas         | PSOE      |
| 2019-2023   | José Álvarez Rivas         | PSOE      |
| 2023-       | José del Río Luna          | Somos Así |

## Patrimonio histórico, monumental y cultural

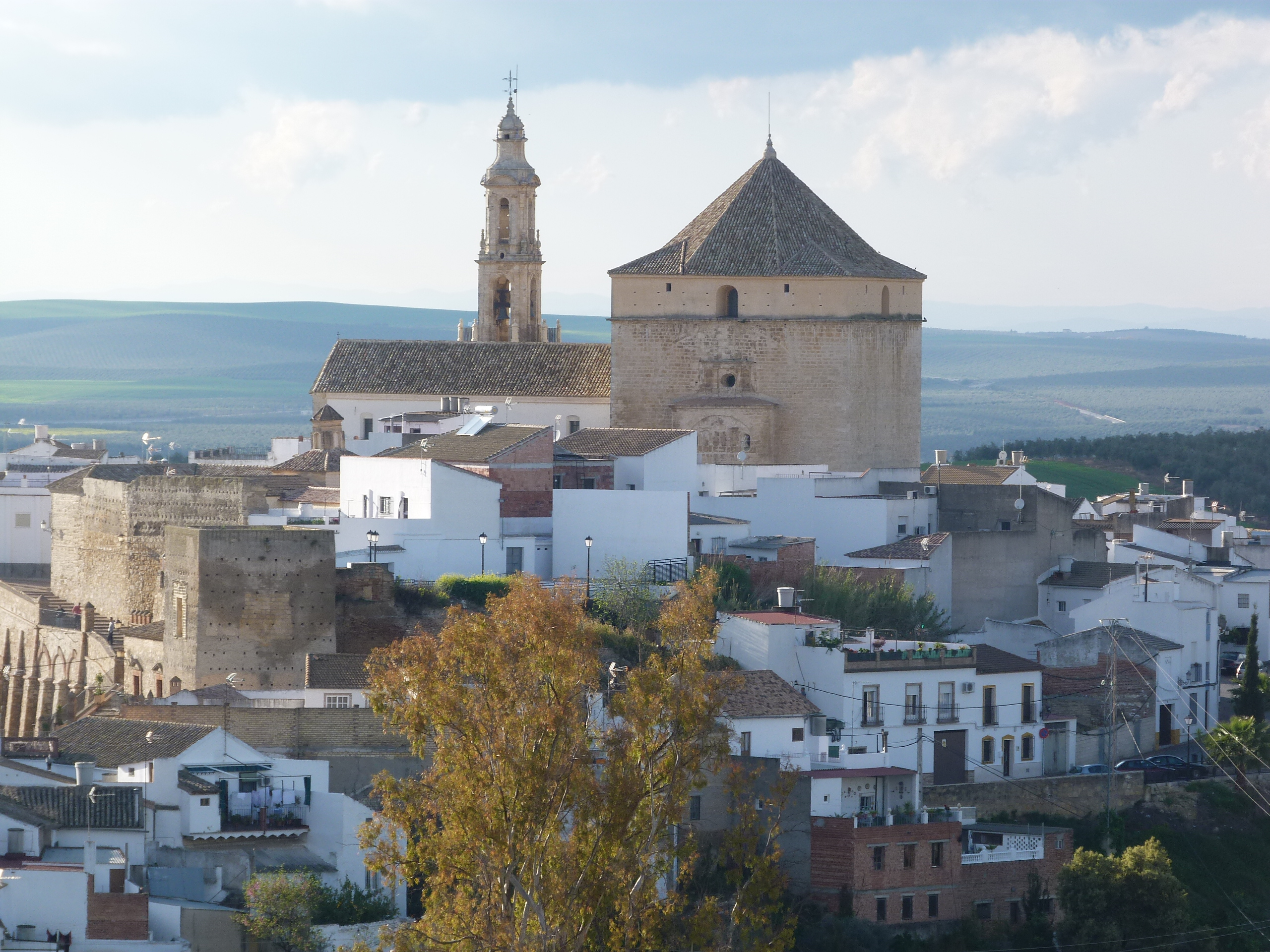
Iglesia de la Asunción

### Iglesia de la Asunción
Es conocida como la "Catedral de la Campiña" y declarada Bien de Interés Cultural, es el monumento más representativo de Santaella. De origen musulmán, fue una antigua mezquita de época califal del siglo X. Destaca en el exterior su torre, del gótico tardío, terminada en 1527 por Hernán Ruiz I. Dentro de esta torre se formó una pequeña capilla gótica, al lado de ella se abre una bella puerta plateresca que da al patio de las campanas. La iglesia cuenta con muestras de orfebrería religiosa, ricas vestiduras telares, pinturas y un púlpito en mármol rosa. 

### Santuario Ntra. Sra. Virgen del Valle
Es del siglo XVI. La portada que da acceso al patio está fechada en 1699. Las obras realizadas en la primitiva ermita a mediados del siglo XVIII la sustituyeron por el magnífico templo actual. Las obras del edificio se realizaron entre 1747 y 1752, por iniciativa del sacerdote Miguel Vicente Alcaide y Lorite. La imagen más antigua de Santaella es sin duda la de Nuestra Señora del Valle considerada obra de transición del románico al gótico. Tiene planta de cruz latina, cabecera trilobulada bajo cúpula y elegante decoración geométrica en las tribunas del coro.

### Murallas y Castillo

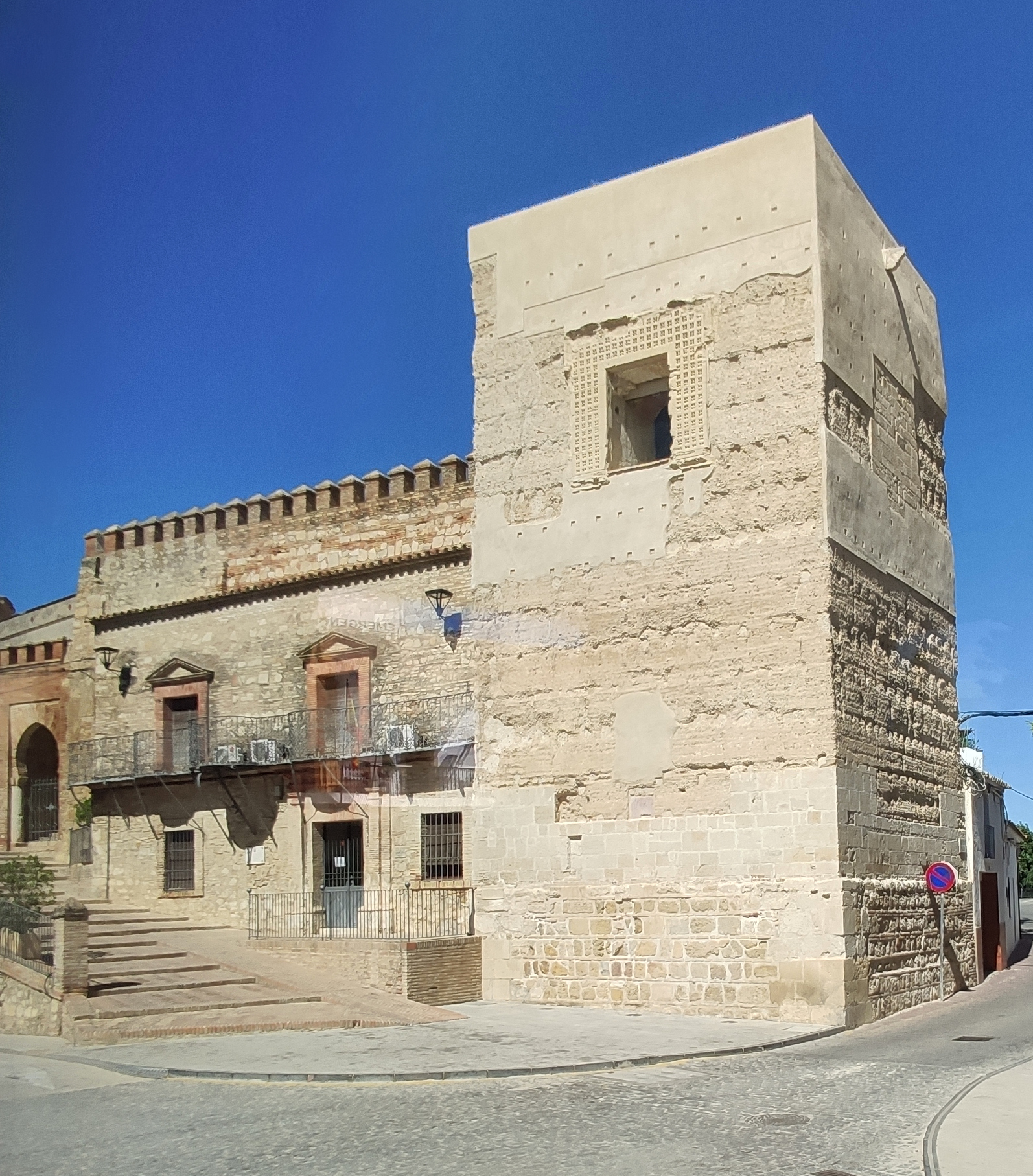
Torre del castillo de Santaella.

La muralla urbana y el antiguo castillo son de época almohade, en torno al siglo XII. En la actualidad solo se conservan algunos restos de la fortaleza, sobresaliendo la torre defensiva como elemento principal. De la muralla se ha perdido la mayor parte de la estructura original, aunque se han preservado algunas secciones. En la parte de la muralla situada junto a la torre del castillo se encuentra la antigua puerta de la villa, con arco de herradura apuntando. Entre la puerta de la muralla y la torre se encuentra una construcción barroca de mampostería con portada y balcones, antiguamente sede de la casa consistorial.

### Museo Histórico Municipal Casa de las Columnas

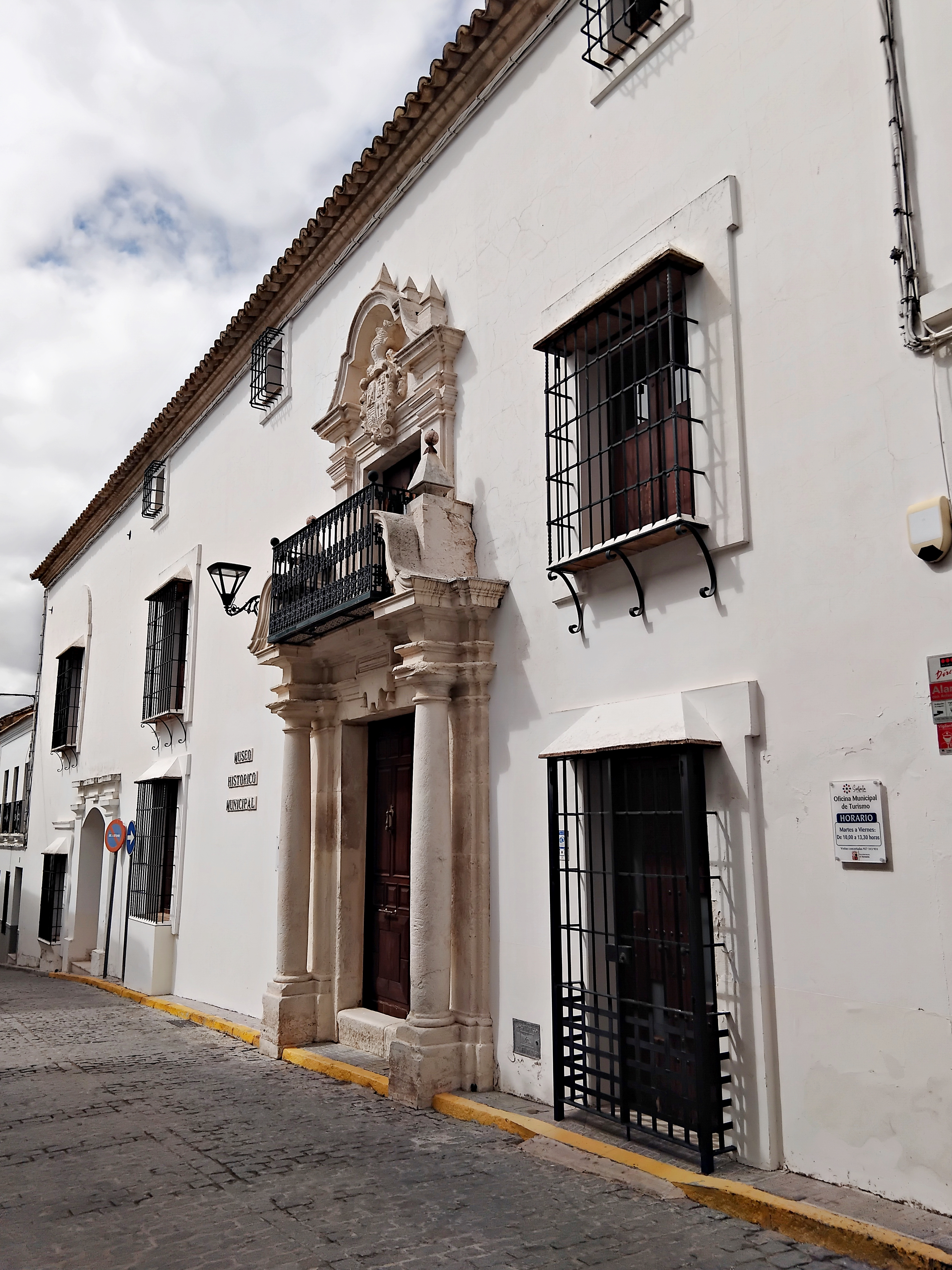
Casa de las Columnas.

Casa del siglo XVIII de estilo barroco a la que se accede por una monumental portada con columnas toscanas, que sujetan un entablamento rematado en un frontón partido que aloja un balcón, sobre éste, un nuevo orden soporta un frontón muy movido que presenta, en su tímpano, un escudo nobiliario que debe estar relacionado con la familia. Grandiosa mansión de dos pisos, sótano y buhardilla, que se articula en torno a dos patios, uno principal en la zona noble y otro trasero que serviría a la casa de labor. 
En el interior destaca la escalera con cúpula de yesería barroca y el patio central porticado de estilo barroco de planta rectangular, formada por arcos rebajados de ladrillo. La nueva sede del Museo Histórico Municipal se inauguró en 2016 tras una larga y completa restauración. A lo largo de sus tres plantas visitables, se expone un conjunto de piezas y materiales procedentes de los yacimientos del término municipal de Santaella, así como otros del pasado más reciente que reflejan, entre todos, el devenir histórico de estas tierras.

### Otros monumentos
- La ermita de la Concepción
- La ermita Santo Cristo
- Escultura Relectura de Dalí
- Escultura La Gorda
- Escultura en bronce a la famosa Leona íbera de Santaella
- Antiguo pósito (Siglo XVIII), hoy Casa de la Cultura
- Antigua Posada. Hoy vivienda privada frente al ayuntamiento
- Fuentes. El municipio cuenta con una ruta de fuentes históricas repartidas por el propio municipio y sus alrededores

## Fiestas
En la vida de todo pueblo son importantes las fiestas tradicionales, con las que se altera el cotidiano vivir. Santaella también cuenta con las suyas:
- La Feria en honor de Nuestra Señora del Valle se celebra los días 8, 9 y 10 de septiembre. Se ha celebrado ininterrumpidamente desde 1866, año en que se reinstauró la feria creada por Real Cédula en 1782. Tiene su centro en la Virgen del Valle, patrona de la localidad, que es sacada en procesión cada cinco años.
- La Semana Santa goza de una fuerte raigambre entre las gentes de Santaella. Desde el Miércoles Santo hasta el Domingo de Resurrección se procesionan diez pasos, siendo la cofradía más antigua la del Cristo de la Vera Cruz.
- Las Fiestas de Santiago se celebran los días 25 y 26 de julio, y son como una antesala de la Feria Mayor.
- La Romería de San Isidro, patrón de los agricultores, se celebra el 15 de mayo. Es tradicional en esta romería el concurso de carrozas engalanadas y la posterior comida en el campo.
- El día de la Cruz se celebra el 3 de mayo. Este día, los más jóvenes adornan cruces que pasean por el pueblo a hombros, en tanto que los mayores adornan algunos de los rincones más típicos de la localidad en torno a una cruz.
- El Carnaval fue una fiesta perdida durante largo tiempo que, en la actualidad, va cobrando nuevo impulso. En ella, todo se desarrolla en torno al disfraz.

## Ciudades hermanadas
- Ecouflant, Francia[11]
- Vinaroz (Castellón), España[12][13]